# Gornja Kamenica (Bośnia i Hercegowina)
Gornja Kamenica (cyr. Горња Каменица) – wieś w Bośni i Hercegowinie, w Republice Serbskiej, w mieście Zvornik. W 2013 roku liczyła 622 mieszkańców.